# ... de la planète Mars
... de la planète Mars è l'album di debutto del gruppo Rap IAM. Qualche anno dopo la pubblicazione, è stato certificato Disco d'oro.

## Tracce
1. Pharaon revient – 1:06
2. Planète Mars – 4:26
3. Jazz – 0:10
4. Tam-Tam de l'Afrique – 3:50
5. IAM concept – 4:12
6. Crack – 0:04
7. Attent – 4:52
8. Disco club – 0:32
9. Le nouveau président – 3:27
10. IAM Bercy – 0:25
11. Non soumis à l'état – 4:18
12. 1 peu trop court – 3:38
13. 'Do the raï thing – 1:18
14. Red, black and green – 4:03
15. Lève ton slip – 0:26
16. Elvis – 3:43
17. Unité – 4:06
18. Kheops ∈ à l'horizon – 3:35
19. Je viens de Marseille – 1:16
20. Wake up – 4:23
21. Crécelle – 1:02
22. La tension monte – 4:46
23. Rapline II – 0:30